# Idioma karas
El karas es una lengua divergente del grupo de lenguas trans-neoguineanas hablada en la Isla de Karas en la bahía de Sebakor junto a la península de Bomberai, dentro del grupo trans-neoguineano parece tener una relación más cercana con las lenguas de Bomberai occidental

## Pronombres
Cowan (1953) registra la siguiente lista de pronombres personales para el karas.
|   | SG   | DU    | PL                                |
| - | ---- | ----- | --------------------------------- |
| 1 | aan  | inir  | piridok (exc.) aantemu (?) (inc.) |
| 2 | kame | ?     | kijumene                          |
| 3 | mame | mjeir | mubameir                          |